# Provincia Nampula
Nampula este o provincie  în Mozambic. Reședința sa este orașul Nampula.